# Tahir Şimşek
Tahir Şimşek (* 23. Februar 1979 in Ankara, Türkei) ist ein türkischer Journalist und Schriftsteller.

## Karriere
Şimşek wurde am 23. Februar 1979 in Ankara geboren. Zunächst arbeitete er als Kellner und Kassierer. Er startete sein Journalismusgeschäft im Jahr 2019, nachdem sein Büro geschlossen wurde. Derzeit hat er über 1 Million Follower auf Instagram, 100.000 auf Twitter und mehr als 100.000 auf YouTube. Er hat auch einige Bücher veröffentlicht.

## Werke
- Yaklaşıyor Yaklaşmakta Olan
- Yaklaşıyor Yaklaşmakta Olan: Rüyalarınız
- Yaklaşıyor Yaklaşmakta Olan: HZ. Hızır (a.s.) ve 29 Ocak 2021 Sırrı
- Yaklaşıyor Yaklaşmakta Olan: Sana Bir Sır Vereceğim